# Катахас
Катахас (грч. Καταχάς) је насељено место у општини Пидна-Колиндрос у периферији Средишња Македонија, Грчка. Према попису из 2021. године било је 509 становника.
Насеље је 1920. године имало 336 житеља Грка. После 1923. године насељен је већи број грчких избегличких породица из Бугарске, укупно 238 особа. На попису из 1928. године Катахас је имао 760 становника.